# Governació d'al-Mahra
La governació o muhàfadha d'Al-Mahrah o de Mahra (àrab: محافظة المهرة, muḥāfaẓat al-Mahra) és una governació o muhàfadha del Iemen, a la península Aràbiga, que forma la major part del que fou el territori continental del sultanat de Mahra (en queda exclòs un territori del Zufar, que era de fet possessió del sultanat, però que els britànics van deixar dins els límits de Mascat i Oman, quan van fixar-ne les fronteres). La seva capital és Al Ghaydah. A més a més de l'àrab, es parla el mehrí, una llengua moderna sudaràbiga.
La geografia d'Al Mahrah és similar a la del veí Zufar o Dhofar (a Oman). Els cims rígids arriben a 1.300 metres, i cap al nord se situa el traïdor i buit desert. Al llarg de la seva costa prop de la frontera amb Oman, al-Mahrah està afectada pel monsó estacional, o khareef. Les muntanyes es converteixen en aigua remullada i l'atmosfera es torna humida i boirosa mentre la vegetació converteix la costa estèril en valls exuberants i boscos.
El Parc Nacional d'Hauf està situat a la governació d'al-Mahrah.